# Logis de Chalonne (Fléac)
Ne pas confondre avec le logis de Chalonne, situé sur la commune de Gond-Pontouvre, ni avec l'hôtel de ville de Fléac situé à quelques centaines de mètres plus au sud, ancien manoir.
Le logis de Chalonne, dit aussi Petit Chalonne, est un ancien logis situé à Fléac dans le département de la Charente, en France.

## Localisation
Le logis de Chalonne est situé sur la commune de Fléac, en aval d'Angoulême et à quelques kilomètres, au sommet de la rive droite concave dominant la Charente appelée côte Sainte-Barbe.

## Historique
Le logis de Chalonne s'appelait aussi le Petit Chalonne, le Grand Chalonne étant situé à quelques kilomètres de là, sur la commune de Gond-Pontouvre au lieu-dit Chalonne, dominant lui aussi la Charente, mais en amont d'Angoulême. Ils étaient tous deux le fief des seigneurs de Chalonne entre 1272 et 1530.
Au XIIIe siècle, le possesseur de cet ancien fief de la paroisse de Fléac rendait hommage à l'évêque d'Angoulême.
Avant la guerre de Cent Ans, ce sont la riche famille des Sardain (aussi orthographiés Cerdaing) qui possèdent le Petit-Chalonne, ainsi que le Grand-Chalonne. Ils y construisent un logis.
Puis en 1454 Chalonne appartient à Marguerite de Chesnel, épouse de Louis de Morlays. En 1468, Louis de Morlays et son gendre Guillon lèguent à Michaud Montgeon le Petit-Chalonne et ses terres. 
En 1530, Jean Montgeon, un des descendants, riche marchand d'Angoulême et écrivain militaire, achète le titre de « seigneur du Petit-Chalonne » ainsi que d'autres terres de Fléac. Lors des guerres de Religion, à la fin du XVIe siècle, le logis est pillé par les protestants.
En 1602, le logis est vendu pour 7 050 livres et passe successivement à plusieurs propriétaires : Thinon, Duchesne, Saint-Astier, qui n'y résident pas, puis en 1736 à François du Verdier, qui devient évêque d'Angoulême. En 1756, le Petit-Chalonne est acquis par Louis Thomas, chevalier, seigneur de Bardines,.
Entre 1763 et 1772, le logis du Petit Chalonne fut loué par le marquis Marc-René de Montalembert, le créateur de la fonderie de Ruelle. Il semble que ce soit lui qui ait reconstruit le logis.
En 1772, Marie Thérèse Thomas de Bardines apporte le logis en dot à Pierre Antoine de Jousserant. La dame de Jousserant en est toujours propriétaire en 1791. 
Au tout début du XXe siècle, le logis était possédé par le docteur Decressac, d'Angoulême.
Fernand Pluviaud, marchand de biens, acquiert Chalonne en 1949, puis le lègue par testament à la ville de Fléac en 1997.

## Architecture

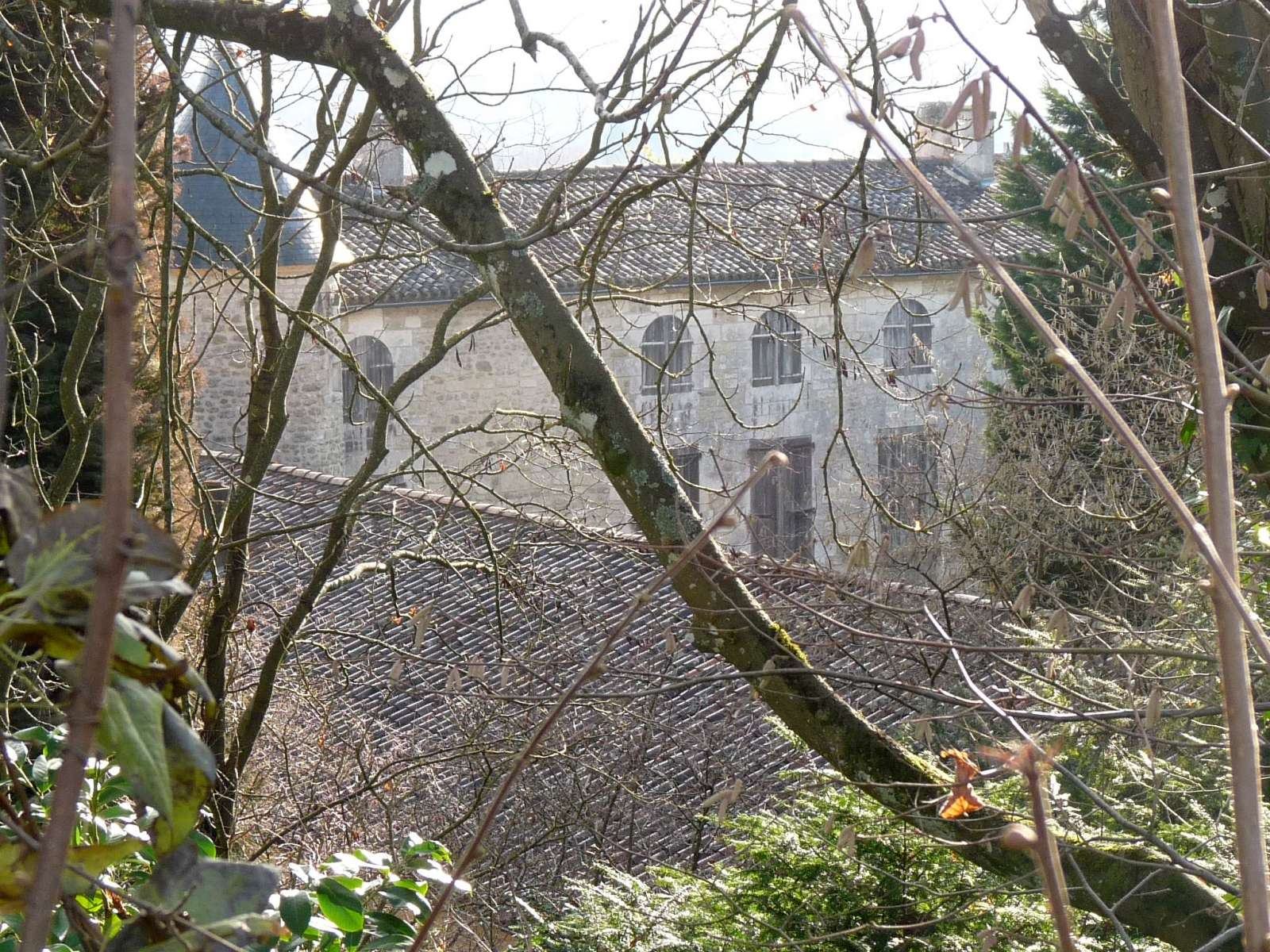
Vue du sud-ouest

Le logis est accessible par une allée bordée d'une charmille centenaire partant de la côte Sainte-Barbe.
Le corps de logis surplombe la Charente qui coule à son pied à l'est, et offre un des plus beaux panoramas sur la vallée et la ville d'Angoulême, selon Martin-Buchey. Il ne possède qu'un étage, légèrement surélevé au-dessus des caves. Une longue terrasse à bossages avec balustrade classique et un escalier à double volée en longe la façade orientale et surplombe la Charente. Cette façade est en pierre de taille, et un bandeau souligne les fenêtres de l'étage.
La façade ouest, donnant sur une cour entourée de deux ailes, est desservie aussi par un escalier, mais droit.
Une tourelle cylindrique flanque l'angle nord-ouest du corps de logis, donnant sur la cour. Coiffée en cône et restaurée, elle est le seul vestige du XVIIe siècle.
L'aile nord sert aux communs. Elle est percée par un porche permettant d'accéder à la cour. Un de ses murs fait deux mètres d'épaisseur, ce qui témoigne de son ancienneté. L'aile sud a été remaniée au XXe siècle et sert de logement de fonction. Chacune de ses deux ailes est terminée par un pigeonnier carré, reliés par une grille en fer forgé.
Un parc de 15 ha entoure le logis, et 1 200 m2 en bordure de la Charente. Le parc attenant est soutenu par une muraille entourant aussi une pièce d'eau rectangulaire au sud.